# Віденська конвенція про дорожні знаки та сигнали
Ві́денська конве́нція про дорожні́ знаки́ та сигна́ли — прийнята 8 листопада 1968 з метою міжнародної уніфікації дорожніх знаків.
Дорожні знаки, світлові сигнали і маркування проїжджої частини були стандартизовані. Конвенція була розроблена під час конференції ЮНЕСКО з 7 жовтня по 8 листопада 1968 року у Відні і набула чинності 6 червня 1978 року. Одночасно на конференції була розроблена Віденська конвенція про дорожній рух, яка уніфікувала правила дорожнього руху.

## Сторони
Станом на серпень 2016 року учасниками Конвенції є 68 держав: 
- Австралія
- Австрія
- Албанія
- Бахрейн
- Білорусь
- Бельгія
- Болгарія
- Боснія і Герцеговина
- В'єтнам
- Греція
- Грузія
- Данія
- ДР Конго
- Естонія
- Індія
- Ірак
- Іран
- Італія
- Казахстан
- Киргизстан
- Кіпр
- Кот-д'Івуар
- Куба
- Кувейт
- Латвія
- Литва
- Ліберія
- Люксембург
- Марокко
- Північна Македонія
- Монголія
- Нігерія
- Нідерланди
- Норвегія
- Пакистан
- Парагвай
- Північна Македонія
- Польща
- Португалія
- Румунія
- Росія
- Сан-Марино
- Сенегал
- Сербія
- Сейшельські Острови
- Словаччина
- Словенія
- Суринам
- Сьєрра-Леоне
- Таджикистан
- Туніс
- Туркменістан
- Туреччина
- Угорщина
- Узбекистан
- Україна
- Філіппіни
- Фінляндія
- Франція
- Хорватія
- Чехія
- Чилі
- Чорногорія
- Швейцарія
- Швеція
- Шрі-Ланка

## Класифікація

Зразок знака
Зразок знака
Зразок знака
Зразок знака

Дорожні знаки поділяються на вісім категорій:
- Розділ A: попереджувальні знаки. Мають трикутну форму, біле тло (у ряді країн — жовте), чорні малюнки та червоне окантування і попереджають про небезпеку.

Зразок знака
Зразок знака
Зразок знака
Зразок знака
Зразок знака
Зразок знака

- Розділ B: знаки пріоритету. Регулюють порядок проїзду перехресть і вузьких місць на дорогах. Форма навмисно різна, щоб виключити помилкові припущення про значення знака із заднього боку.

Зразок знака
Зразок знака
Зразок знака
Зразок знака
Зразок знака
Зразок знака
Зразок знака

- Розділ C: заборонні та обмежувальні знаки. Форма — кругла, тло — біле, колір малюнків — чорний. Забороняють певні дії (наприклад розворот) та рух певних транспортних засобів (наприклад тракторів).

Зразок знака
Зразок знака
Зразок знака
Зразок знака
Зразок знака
Зразок знака

- Розділ D: наказові знаки. Форма — кругла, тло — синє, малюнки — білі. Наказують певні дії, наприклад напрямок поворотів.

Зразок знака
Зразок знака
Зразок знака
Зразок знака
Зразок знака

- Розділ E: знаки особливих приписів.

Зразок знака
Зразок знака
Зразок знака
Зразок знака
Зразок знака
Зразок знака
Зразок знака

- Розділ F: знаки сервісу, що позначають об'єкти. Інформують учасників дорожнього руху про характер дороги, розташування смуг руху тощо. До цих знаків також відносять покажчики напрямків і відстаней та знаки із зазначенням назв міст і річок. Форма — квадратна або прямокутна, колір зовнішнього тла зазвичай синій, внутрішнього білий, а колір малюнків зазвичай чорний.

Зразок знака
Зразок знака
Зразок знака
Зразок знака
Зразок знака
Зразок знака
Зразок знака
Зразок знака

- Розділ G: Покажчики напрямків та інформаційно-вказівні знаки. Надають відомості про розташування водія та можливих пунктів призначення.

Зразок знака
Зразок знака
Зразок знака
Зразок знака
Зразок знака
Зразок знака
Зразок знака
Зразок знака

- Розділ H: додаткові таблички. Є додатковими до знаків категорій перерахованих вище. Окремо не використовуються. Уточнюють дії основних знаків за часом (наприклад, тільки у будні), поширюють їх тільки на певні категорії транспортних засобів (наприклад, тільки для вантажівок), або надають інші відомості. Форма — прямокутна, колір тла — білий, колір малюнка — чорний, окантовка — чорна.

- Зразок знака
- Зразок знака
- Зразок знака
- Зразок знака